# Duck Hunt
Duck Hunt (ダックハント, Dakku Hanto) és un videojoc de 1984 desenvolupat i publicat per Nintendo per a la consola de videojocs de Nintendo Entertainment System (NES) i el maquinari arcade de Nintendo Vs. System. El joc es va llançar per primera vegada l'abril de 1984, al Japó per a la consola Family Computer (Famicom) i a Amèrica del Nord com a videojoc recreatiu. Es va convertir en un videojoc de llançament per a la NES a l'Amèrica del Nord l'octubre de 1985, i es va tornar a llançar a Europa dos anys més tard.
Els jugadors disparen el NES Zapper a un televisor de CRT, amb tres intents per ronda per disparar a ànecs i coloms.
El joc va rebre inicialment una acollida positiva a mitjans de la dècada de 1980, però més tard va rebre uns elogis suaus en revisions retrospectives. El joc es va inspirar en l'anterior joc arcade electromecànic de Duck Hunt que es basava en el Laser Clay Shooting System llançat el 1976. Quan es va llançar com a videojoc, Duck Hunt es va convertir en un gran èxit comercial tant per a recreatius com per a consoles a la dècada de 1980, ajudant a popularitzar els videojocs de pistola de llum amb més de 28 milions de còpies venudes a tot el món.
El 1986, el llançament nacional de la NES va incloure el paquet Deluxe Set amb videojocs en paquet Duck Hunt i Gyromite. Més tard el paquet "Action Set" tenia Duck Hunt i Super Mario Bros. en un cartutx. El paquet final Duck Hunt és el "Power Set", amb un joc múltiple amb World Class Track Meet, Super Mario Bros., i Duck Hunt. El joc es va publicar per la Virtual Console a la Wii U en 2014.

## Jugabilitat

Duck Hunt té dos modes de joc: un és disparar a ànecs (a dalt) i l'altre disparar a coloms (a baix). En qualsevol dels dos, el jugador té tres intents per disparar als objectius de la pantalla quan apareixen.

Duck Hunt és un videojoc de trets en primera persona amb objectius mòbils a la pantalla, disparant la pistola de llum NES Zapper a una pantalla de televisió CRT. El jugador selecciona el mode de joc, apareixen un o dos objectius i el jugador té tres intents per colpejar-los abans que desapareguin. Cada ronda suma deu objectius.
El jugador ha d'aconseguir un nombre màxim d'objectius per avançar a la ronda següent o, en cas contrari, aconseguir un game over. La dificultat avança amb objectius més ràpids d'un nombre màxim creixent. El jugador rep punts per objectiu i punts de bonificació per disparar els deu objectius per ronda. Es fan un seguiment de les puntuacions més altes per sessió.
Duck Hunt té tres modes de joc opcionals. Al Joc A i al Joc B, els objectius són ànecs voladors, i al Joc C els objectius són coloms que es llancen a la distància. Al joc A, apareix un ànec alhora i al joc B apareixen dos ànecs. El joc A permet a un segon jugador controlar els ànecs voladors amb un controlador de NES. Completar la ronda 99 al joc A avança a la ronda 0, que és una kill screen («pantalla de la mort» on el joc es comporta de manera irregular, com ara objectius casuals o inexistents, acabant així el progrés de joc.

### Vs. Duck Hunt
Vs. Duck Hunt va ser llançat com a videojoc recreatiu del Nintendo VS. System l'abril de 1984, i més tard es va incloure a la consola recreativa PlayChoice-10. La consola admet dues pistoles lleugeres, per a jugadors alternatius.:45
El joc consisteix a alternar rondes dels Jocs B i C, amb 12 objectius per ronda en lloc de 10 i, de vegades, tres objectius alhora en lloc de dos. Cada objectiu perdut costa una vida fins que s'acaba el joc.
Després de cada segona ronda, una etapa de bonificació té ànecs volant de l'herba amb el gos de caça de tant en tant saltant a la línia de foc com a distracció. Si es dispara, el gos renya el jugador i s'acaba l'etapa de bonificació. Segons l'empleat de Nintendo of America, Jerry Momoda, el gos va ser impossible de disparar als llançaments de la consola per fer el joc més familiar.:45-46

## Desenvolupament

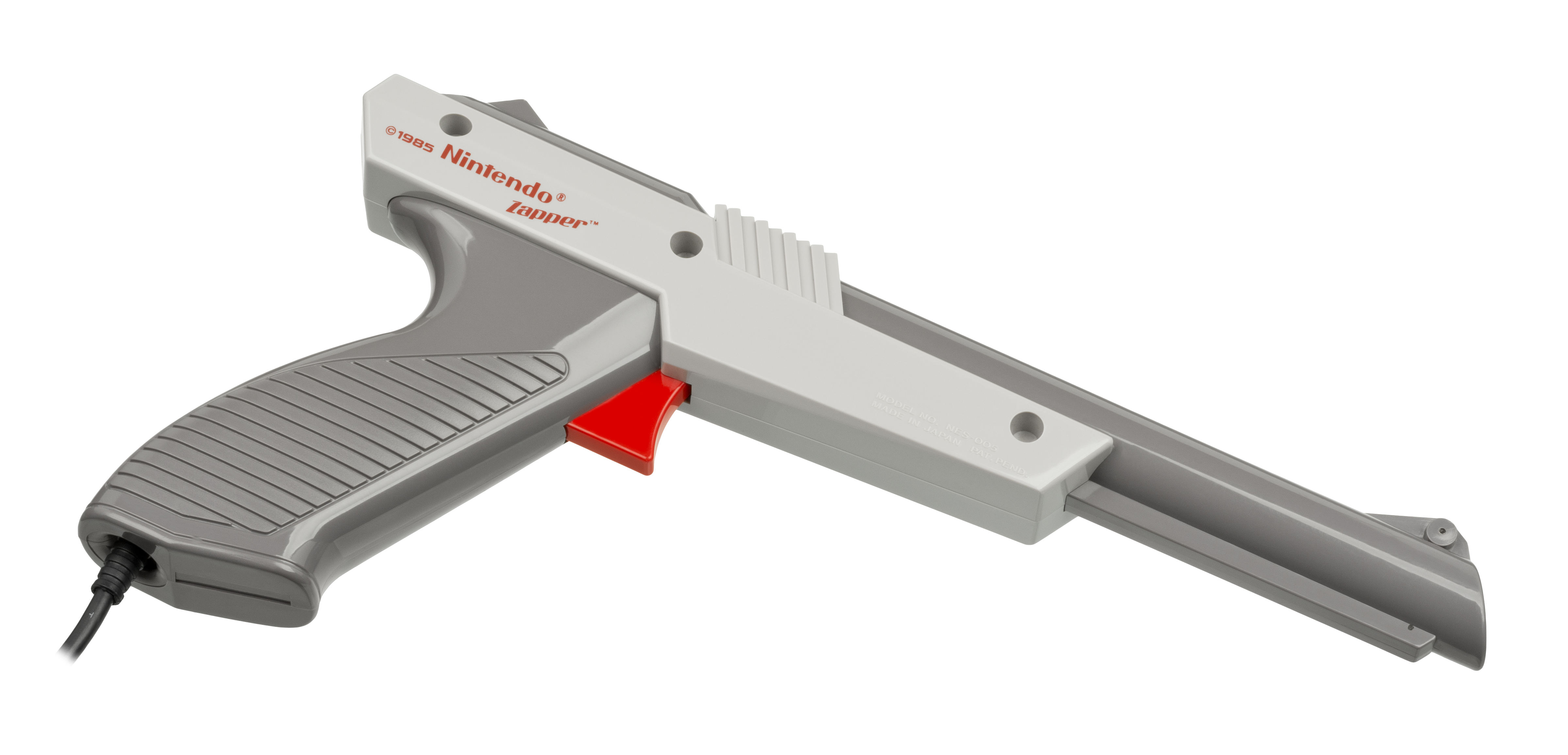
Duck Hunt requereix el NES Zapper i una televisió de CRT.

Duck Hunt es va inspirar en una versió de joguina electrònica de 1976 titulada Beam Gun: Duck Hunt, part de la sèrie Beam Gun, dissenyat per Gunpei Yokoi i Masayuki Uemura per a Nintendo. Nintendo Research & Development 1 va desenvolupar tant el NES Zapper com la versió de NES de Duck Hunt. El joc va ser supervisat per Takehiro Izushi, i va ser produït per Gunpei Yokoi. La música va ser composta per Hirokazu Tanaka, qui va fer música per a diversos altres jocs de Nintendo en aquell moment. La música va estar representada en el popurrí de jocs clàssics de la gira de concerts Video Games Live. El dissenyador Hiroji Kiyotake va crear els gràfics i els personatges.:47

## Llançament
Duck Hunt es va llançar sol i en diverses combinacions de cartutxos ROM. El paquet Action Set de la NES a finals de la dècada de 1980 té un cartutx que conté Duck Hunt i Super Mario Bros. El paquet Power Set inclou el Zapper, el Power Pad i un cartutx 3-en-1 amb Duck Hunt, World Class Track Meet, i Super Mario Bros.
Duck Hunt es va tornar a llançar a la Consola Virtual per a la consola Wii U al Japó el 24 de desembre de 2014 i internacionalment el 25 de desembre. Aquesta versió va ser modificada per al controlador Wii Remote en lloc del NES Zapper.

## Rebuda
| Publicació            | Puntuació      |
| --------------------- | -------------- |
| AllGame               | [ 20 ]         |
| Nintendo World Report | 7.5/10 (Wii U) |

A l'Amèrica del Nord, Vs. Duck Hunt es va convertir en el tercer joc arcade més taquiller a les llistes d'arcade RePlay el novembre de 1985, a continuació de Vs. Hogan's Alley al número 1. Els dos videojocs van popularitzar la pistola de llum el 1985. Es va incloure amb la consola Nintendo Entertainment System el 1985, amb 28,3 milions de còpies venudes a tot el món.
Després de l'estrena a les sales recreatives, Eddie Adlum de la revista RePlay va elogiar Duck Hunt i Hogan's Alley com a "crema al pastís" entre Nintendo VS. System i per capturar amb èxit l'experiència dels jocs electromecànics més antics en format videojoc. Va dir que Duck Hunt i Hogan's Alley "portaven pistoles simulades en un cable i pop, pop, pop, com en els vells temps només amb objectius en vídeo".
AllGame va remarcar el joc com un "tirador a diana atractiu però repetitiu" i "totalment sense sentit... el joc és divertit durant un curt període, però es fa vell després d'unes quantes rondes de joc". Diverses comunitats van valorar positivament el joc. 1UP.com els usuaris li van donar un 8,7 sobre 10, i la comunitat de GameSpot va puntuar el multicartutx de Super Mario Bros. i Duck Hunt amb un 9,1 sobre 10. Va ser classificat com el 150è millor joc d'una consola de Nintendo a la llista dels 200 millors jocs de Nintendo Power. IGN va situar el joc al número 77 de la seva llista de "Els 100 millors jocs de NES de tots els temps". El joc va ocupar el lloc 24 a GamesRadar' de "Els millors jocs de NES de tots els temps". Jeremy Parish de USgamer va declarar que Duck Hunt juntament amb el NES Zapper "va fer que el NES fos memorable" i va ser un dels factors clau darrere de l'èxit del NES. Parish va relacionar Duck Hunt amb el Wii Remote perquè van fer que les seves respectives consoles fossin més accessibles i van arribar a un demogràfic més ampli.

## Llegat
El gos de caça de Duck Hunt no jugable sense nom s'ha conegut als mitjans de comunicació com el "Duck Hunt Dog" o el "Laughing Dog", famós per riure d'engreix del jugador pels ànecs perduts. El gos està a la llista de GamesRadar dels "12 companys més molestos de tots els temps", GameDaily declara "ens agradaria poder matar-lo però no podem", GameSpy el remarca dins els "Els 10 millors gossos de jocs", i MTV va donar un premi al millor caní de videojocs. El gos fa un cameo al joc amb NES Zapper de Barker Bill's Trick Shooting, on se'l pot disparar.
A Wii Play (2006) i la seva seqüela Wii Play: Motion (2011), alguns elements de Duck Hunt i Hogan's Alley es troben als minijocs "Shooting Range" i "Trigger Twist", en els quals alguns dels diferents objectius són ànecs i llaunes.
El gos i un ànec, coneguts col·lectivament com a "Duck Hunt", apareixen com a personatges jugables a la sèrie Super Smash Bros. per a Nintendo 3DS i Wii U. Masahiro Sakurai, el creador i director de la sèrie Super Smash Bros., va dir que l'èxit comercial de Duck Hunt com "el joc de disparar més venut del món" va ser un dels motius principals de la seva inclusió. En els jocs, l'equip de Duck Hunt utilitza múltiples atacs inspirats amb la pistola de llum, com ara llançar coloms, llançar una versió explosiva de la llauna de Hogan's Alley, convocant el repartiment de Wild Gunman per disparar als oponents amb les seves armes, o esquivar còmicament trets disparats als oponents des del Zapper. Els jocs inclouen un nivell desbloquejable amb la temàtica de Duck Hunt. Tant l'equip Duck Hunt com l'escenari tornen a Super Smash Bros. Ultimate, i l'equip apareix al tràiler del juny de 2019 que anuncia Banjo and Kazooie com a contingut baixable.
A la pel·lícula del 2015 Píxels, el gos es presenta com un trofeu d'assoliment en derrotar els extraterrestres de Centipedee, i el gos és adoptat per una dona gran.
La premissa del joc de realitat virtual de terror psicològic Duck Season de Stress Level Zero està inspirada en Duck Hunt.